# Sáculo
En anatomía, el sáculo es una de las partes en que se divide el oído interno.

## Etimología
El término proviene del latín sacculus que significa bolsa o saco pequeño.

## Descripción

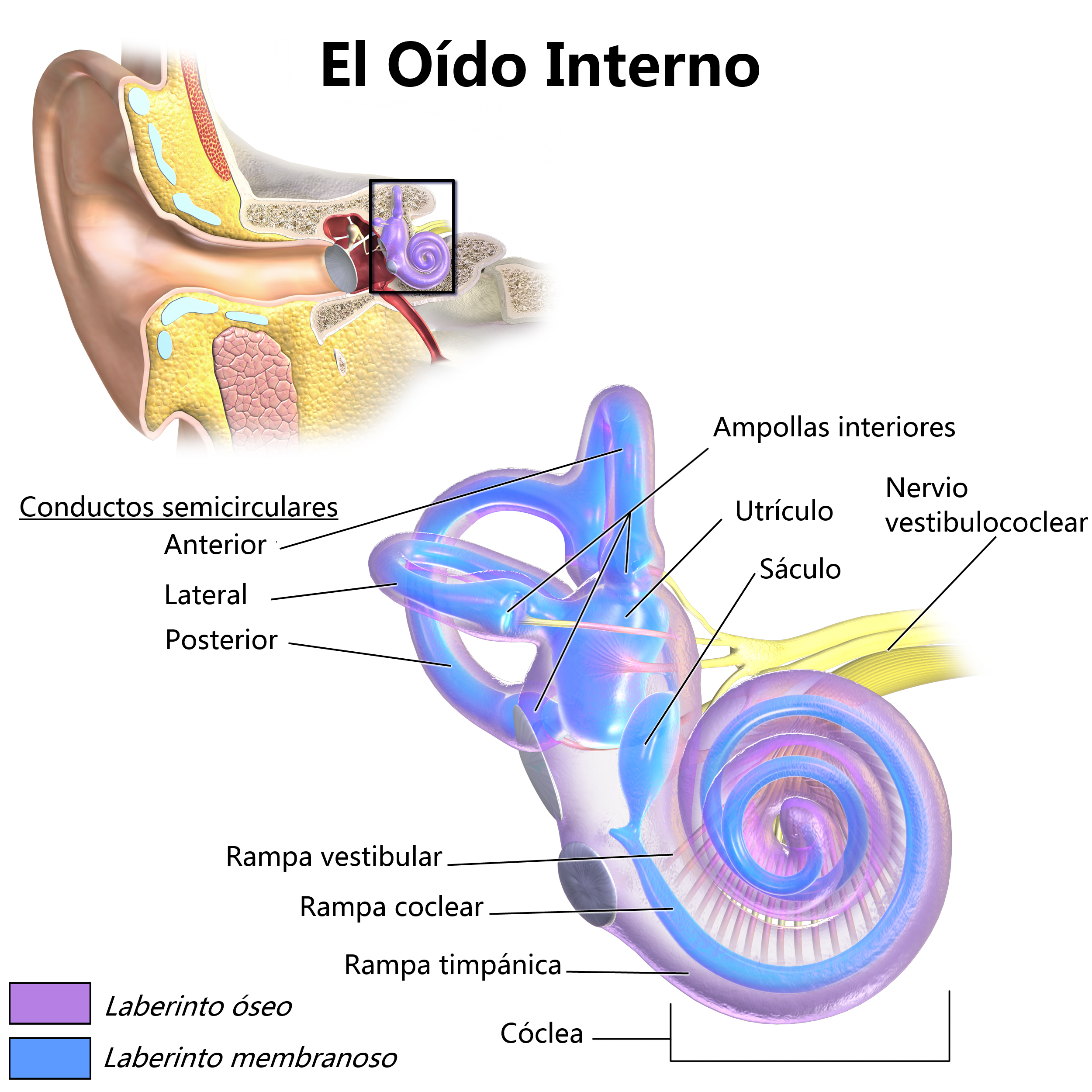
Anatomía del oído interno

En la especie humana, el oído interno se sitúa en el interior del peñasco, en el hueso temporal, consta de dos porciones el laberinto anterior y posterior. El laberinto posterior u órgano del equilibrio se compone de cinco partes: Utrículo, sáculo y los tres canales semicirculares. El sáculo está lleno de endolinfa y se localiza entre el cóclea o caracol y el utrículo, mientras que el utrículo se encuentra entre el sáculo y los conductos semicirculares.

### Ductus reuniens
Comunica el sáculo con el caracol.

## Función

Células sensoriales ciliadas.

La función principal del sáculo es captar las aceleraciones verticales cuando el individuo está en bipedestación (posición de pie). Ello es posible gracias a la estructura denominada mácula otolítica que está formada por células sensoriales ciliadas recubiertas por una membrana horizontal sobre la que se acumulan pequeños cristales de carbonato cálcico llamados otolitos.